# Межозёрная (станция)

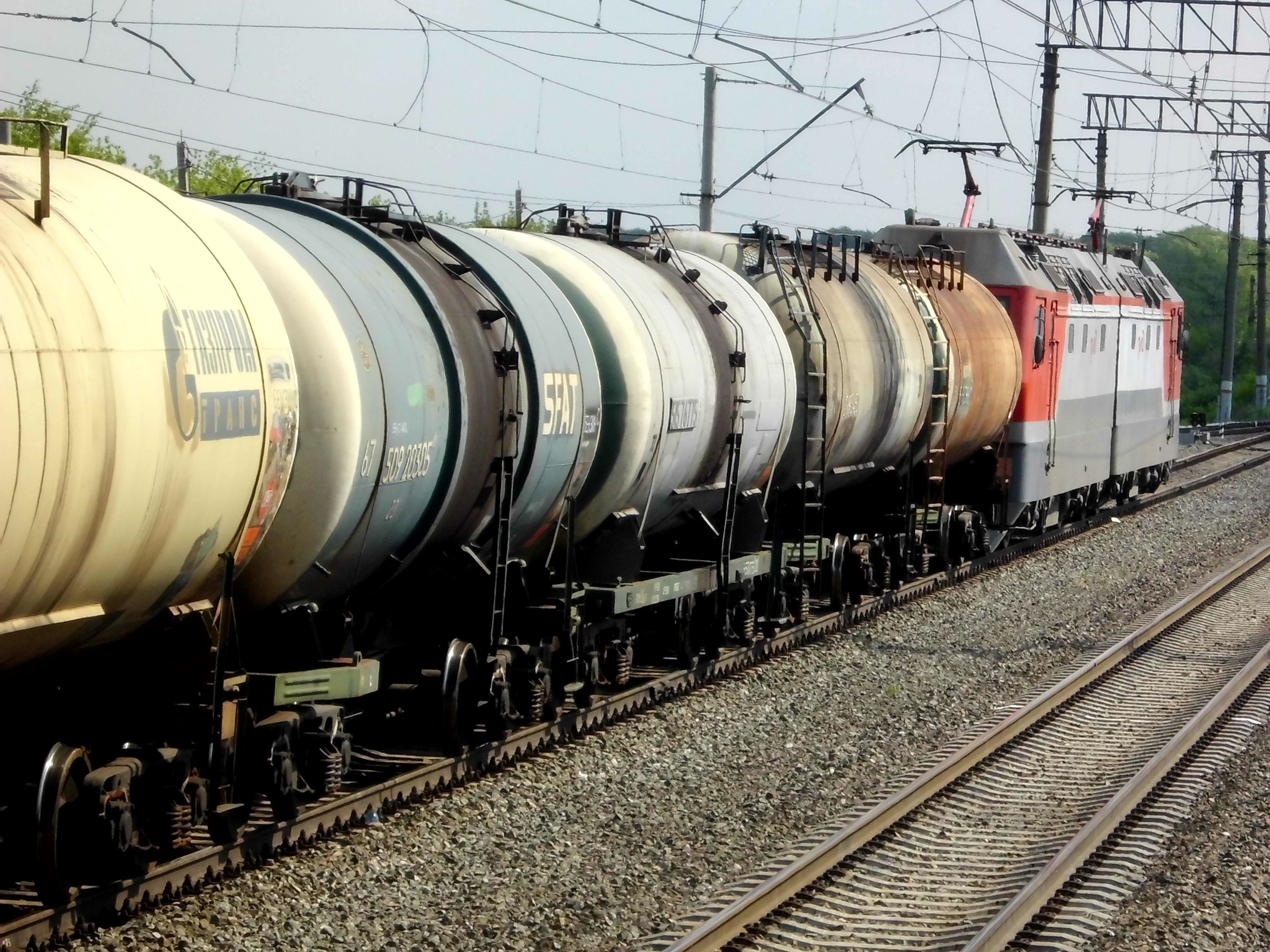
Поезд со светлыми нефтепродуктами у нечётной горловины, на выходе со станции Межозёрная

Межозёрная — узловая железнодорожная станция Челябинского региона Южно-Уральской железной дороги, расположенная в деревне Чурилово Красноармейского района Челябинской области, на перешейке между озёрами Первое и Второе (отсюда и название), на северо-восточной окраине города Челябинска. Станция является частью Челябинского железнодорожного узла.

## История
Станция возведена в 1951 году на построенной в 1940 году линии Синарская — Чурилово. После ввода в строй станции, на неё была замкнута тупиковая станция Металлургическая обслуживающая ряд крупных промышленных предприятий города Челябинска.
Станция электрифицирована в 1958 году постоянным током 3 киловольта.
От станции продлён двухпутный участок до станции Баландино в 2009 году.

## Городской транспорт
В связи с тем, что возле станции расположен ряд СНТ и коттеджных посёлков, сезонно в летнее время до станции запускается городской общественный транспорт (автобусы) Челябинска.

## Пассажирские перевозки
Пассажирские перевозки на станции осуществляются подвижным составом поездов пригородного сообщения (ЭД4М). Поезда дальнего следования проходят станцию транзитом.

### Пригородное сообщение по станции
| № поезда | Маршрут движения                      | № поезда | Маршрут движения                      |
| -------- | ------------------------------------- | -------- | ------------------------------------- |
| 6257     | Каменск-Уральский — Челябинск-Главный | 6256     | Челябинск-Главный — Каменск-Уральский |
| 6259     | Нижняя — Челябинск-Главный            | 6258     | Челябинск-Главный — Каменск-Уральский |

### Дальнее следование по станции
По состоянию на июль 2018 года через станцию курсируют следующие поезда дальнего следования (следующие через станции Челябинск-Главный и Каменск-Уральский):
| № поезда | Маршрут движения            | № поезда | Маршрут движения            |
| -------- | --------------------------- | -------- | --------------------------- |
| 87       | Нижневартовск — Самара      | 88       | Самара — Нижневартовск      |
| 101      | Нижневартовск — Пенза       | 102      | Пенза — Нижневартовск       |
| 121      | Екатеринбург — Оренбург     | 122      | Оренбург — Екатеринбург     |
| 143      | Нижневартовск — Уфа         | 144      | Уфа — Нижневартовск         |
| 145      | Санкт-Петербург — Челябинск | 146      | Челябинск — Санкт-Петербург |
| 147      | Нижневартовск — Астрахань   | 148      | Астрахань — Нижневартовск   |
| 169      | Чита — Анапа                | 170      | Анапа — Чита                |
| 175      | Нерюнгри — Ульяновск        | 176      | Ульяновск — Нерюнгри        |
| 289      | Екатеринбург — Анапа        | 290      | Анапа — Екатеринбург        |
| 331      | Новый Уренгой — Уфа         | 332      | Уфа — Новый Уренгой         |
| 345      | Нижневартовск — Адлер       | 346      | Адлер — Нижневартовск       |

## Грузовая работа
Грузовые перевозки через станцию связаны с её расположением на электрифицированной ветке соединяющей Южно-Уральскую и Свердловскую железные дороги, что приводит к большому потоку грузовых поездов следующих с природными ресурсами с севера (Екатеринбургское и Тюменское направления) на юг и с готовой продукцией в обратном направлении. Также станция обеспечивает перевозку грузов связанных со станцией Металлургическая, а также частично позволяет разгрузить узловые станции самого Челябинска, пропуская транзитные поезда следующие с северного на восточное направление и обратно через ветку на станцию Потанино.